# Keving Palacios
Keving Palacios (Caracas, 29 settembre 1984) è un ex cestista venezuelano.

## Carriera
Con il Venezuela ha disputato i Campionati americani del 2007.

## Palmarès
- Campione NIT (2006)